# Melanichneumon designatorius
Melanichneumon designatorius är en stekelart som först beskrevs av Carl von Linné 1758.  Melanichneumon designatorius ingår i släktet Melanichneumon och familjen brokparasitsteklar. Arten är reproducerande i Sverige. Inga underarter finns listade i Catalogue of Life.